# RBS TV Passo Fundo
RBS TV Passo Fundo é uma emissora de televisão brasileira com sede em Passo Fundo, RS. Retransmite a programação da TV Globo para 84 cidades da região norte do Rio Grande do Sul, e gera os blocos regionais do Jornal do Almoço, apresentado por Mateus Rodighero, para 220 municípios das regiões norte e noroeste. O telejornalismo da emissora é composto pelas equipes das cidades de Cruz Alta, Erechim, Ijuí, Passo Fundo e Santa Rosa, formando uma grande rede de cobertura da RBS TV no norte do Rio Grande do Sul. Opera nos canais 7 VHF analógico e 34 UHF digital. É uma das redes de transmissão regionais da RBS TV, que tem a central localizada em Porto Alegre.

## Programação
A RBS TV Passo Fundo produz os blocos locais do Jornal do Almoço. São 20 minutos de produção divididos em dois blocos de informações regionais no programa.
Em 24 de março de 2012 a emissora passa a transmitir parte da programação em HDTV. É a primeira emissora do interior do estado a transmitir novelas em alta definição, pelo Canal 34/UHF (Canal Virtual 7.1).
Desde o dia 19 de agosto de 2019, a RBS TV Passo Fundo começou a transmitir os blocos regionais do Jornal do Almoço para as regiões de cobertura de Cruz Alta, Erechim, Passo Fundo e Santa Rosa. Os blocos passaram a ser apresentados para mais 136 municípios, além dos 84 já cobertos. Sendo, dessa forma, 5 praças de cobertura nas regiões norte e noroeste do Rio Grande do Sul. Com a rede formada, os blocos regionais passaram a ter cerca de 2 milhões de telespectadores potenciais.

## Sinal digital
| Canal virtual | Canal digital | Resolução de tela | Programação                                         |
| ------------- | ------------- | ----------------- | --------------------------------------------------- |
| 7.1           | 34 UHF        | 1080i             | Programação principal da RBS TV Passo Fundo / Globo |

Em 24 de março de 2012 a RBS TV Passo Fundo passa a transmitir parte da programação em HDTV. É a primeira emissora do interior do estado a transmitir novelas em alta definição, pelo Canal 34/UHF (Canal Virtual 7.1).
Transição para o sinal digital
Com base no decreto federal de transição das emissoras de TV brasileiras do sinal analógico para o digital, a RBS TV Passo Fundo, bem como as outras emissoras de Passo Fundo, irá cessar suas transmissões pelo canal 7 VHF em 31 de dezembro de 2023, seguindo o cronograma oficial da ANATEL.

## Retransmissoras
- Carazinho - 33 UHF digital (6.1 virtual)[3]
- Chapada - 13 VHF/13 UHF digital